# Plet del Mayorazgo

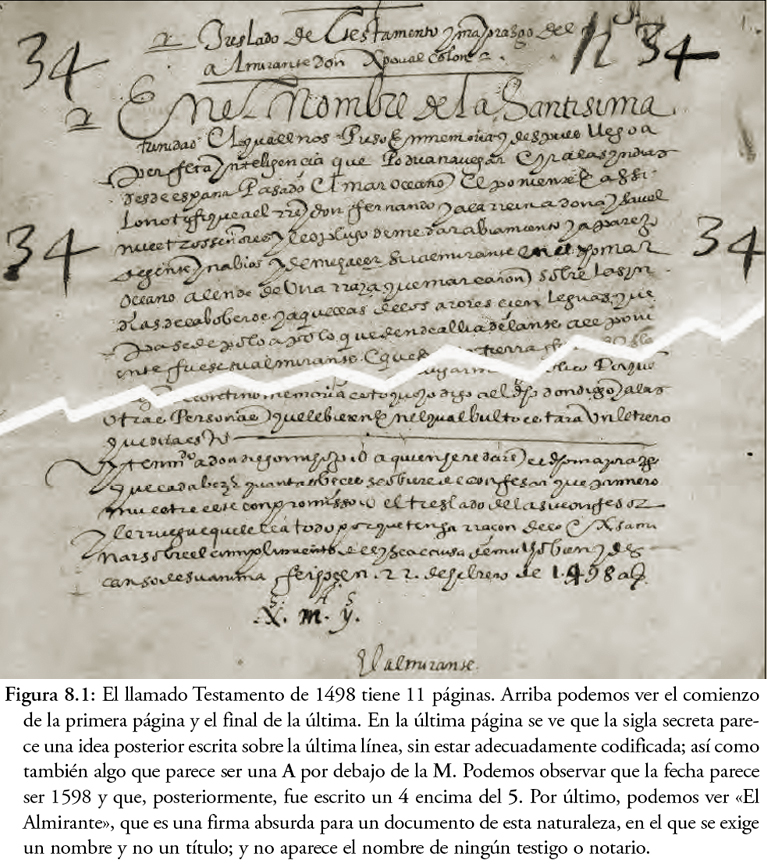
Testament del Mayorazgo considerat fals.

Plet del Majoratge, o Pleito del Mayorazgo en castellà, és el procés que esdevingué, el segle xvi, entre els hereus de Cristòfor Colom. El procés durà un terç de segle.

## Història
En 23 d'abril de 1497, els Reis Catòlics, per Reial Cèdula especial, atorgaren a Cristòfor Colom la llicéncia per instituir un mayorazgo. En tornar del seu tercer viatge, feu ús de la llicència reial per acta notarial de 1502, document desaparegut del qual es té notícia pel posterior codicil de Colom, de 1505 i el que atorgà, ja en el seu llit de mort, pel maig de 1506. Segons Ulloa aquest document de 1502 va desaparèixer d'una manera fraudulenta i fou canviat per la falsificació coneguda entre els historiadors sota el nom de Institución del Mayorazgo en 1498.
Pel maig de 1572 morí Luis Colón de Toledo tercer i últim almirall d'Indies, fill de Diego Colón Moniz i Maria de Toledo. En Luis no va deixar descendència masculina, això enxegar el procés judicial entre els familiars per heretar la fortuna del descobridor. Intervingueren en el plet en un principi:
- El nen Cristòfor Colon, fill de Luis Colón, mort durant el procés,
- En Cristòfor Cardona i Colon marqués de Guadaleste i almirall d'Aragó,
- Francisca Colon i Pravia esposa del Llicenciat Ortegón i
- Lluisa Carvajal de Buzón, mare de Cristòfor, que segons Enric Bayerri i Bartomeu falsificar el testament de 1498.

Posteriorment s'hi afegí:
- En Baltasar Colombo senyor de Cuccaro (1582)
- Bernard Colombo de Coguelo (1588)

Segons Luis Ulloa és molt important per entendre l'origen de Cristòfor Colom donat que en 
el plet es presentaren testimonis dels descendents discutin sobre el nom del descobridor i el seu escut original. No s'hi presentà, ni la branca Colom catalana ni els Colombo genovesos.